# Stöckelgebäude (Feldkirch)
Das Stöckelgebäude in Feldkirch in der Neustadt 14 steht unter Denkmalschutz.

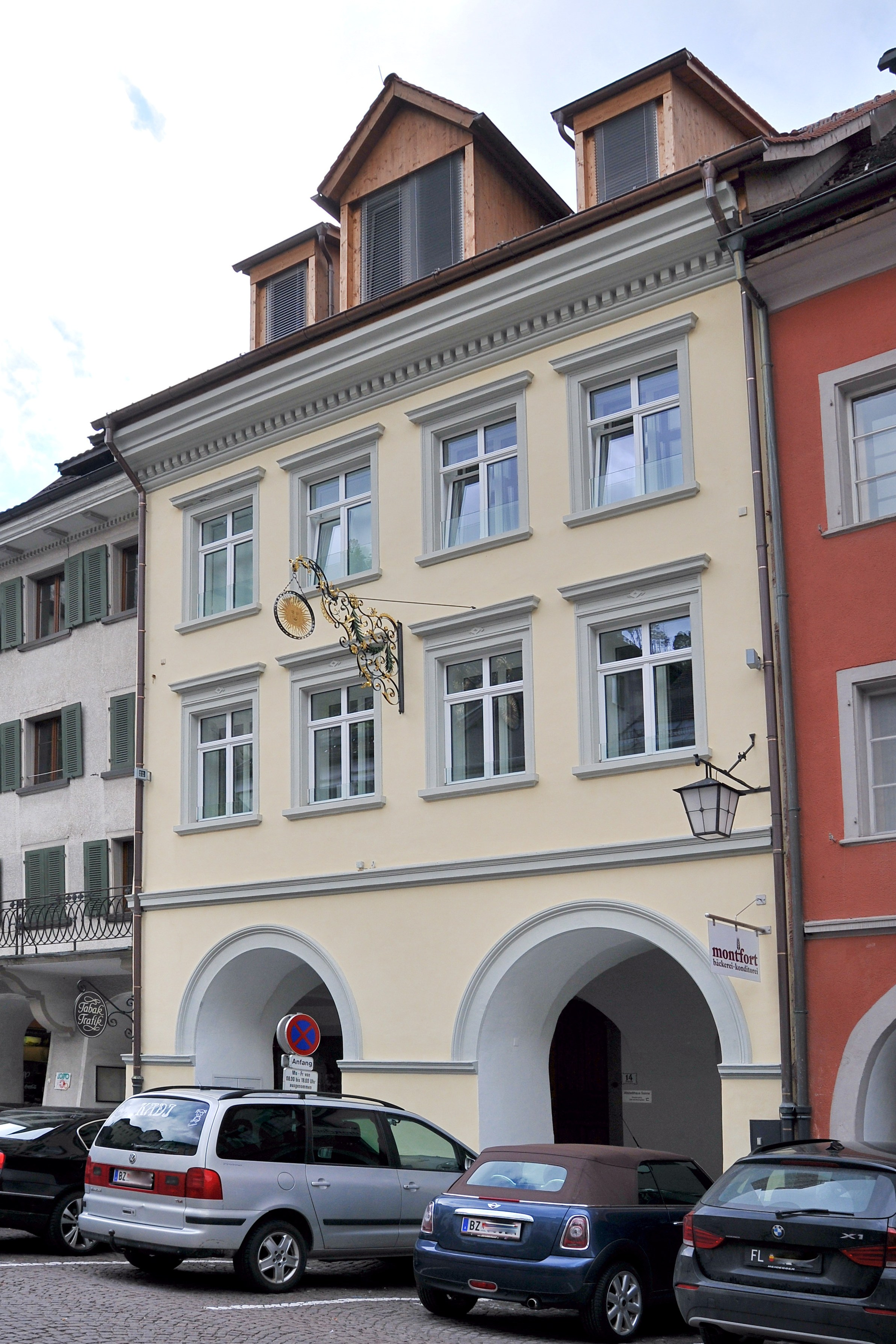
Bürgerhaus, Stöckelgebäude Rosengässele

## Stöckelgebäude
Das Stöckelgebäude besteht aus zwei Straßentrakten, in der Neustadt und in der Entenbachgasse, beide mehrfach um- und ausgebaut mit im Kern spätmittelalterlicher Substanz. Die Laube ist kreuzgratgewölbt. Der Flur mit Tonnengewölbe hat eine Durchfahrt in den Hof. Der schlichte Mitteltrakt ist ein Fachwerkbau. Das Gebäude wurde 2008 mit dem Architekten Josef Schwärzler in Zusammenarbeit mit dem Bundesdenkmalamt und dem Gestaltungsbeirat der Stadt Feldkirch restauriert. Dabei wurde im Mitteltrakt ein neues Stiegenhaus und ein Lift eingebaut. Die anfangs unbehandelte gotische Balkendecke des Gasthauses wurde 1520 mit den Mäanderschnitzereien in hellgelbem Ocker Veroneser Siena bemalt und 2011 mit der Bohlentafelwand vom Holzrestaurator Helge Bartsch wiederhergestellt.

## Nutzungen
Im Gebäude war bis 1968 das Gasthaus Sonne. Es beinhaltet Seminarräume des Eigentümers Raiffeisenbank Feldkirch in der spätgotischen Raumausstattung von 1474. Vier Innenstadtwohnungen werden im Zusammenhang mit der 2008 realisierten altersgerechten Wohnhausanlage Wohnen im Alter in Gisingen angeboten. Weitere Nutzungen sind zwei Geschäfte im Erdgeschoß. Neun Appartements werden vom Hotel Alpenrose bewirtschaftet.